# رومیانتسوو
رومیانتسوو (به لاتین: Rumyantsevo) یک منطقهٔ مسکونی در بلغارستان است که در شهرستان لوکوویت واقع شده‌است.